# Собор Святого Спасителя (Кайенна)
Собор Святого Спасителя (фр. Cathédrale Saint-Sauveur) — кафедральный собор епархии Кайенны Римско-католической церкви в городе Кайенна, в заморском департаменте Французская Гвиана, во Франции. Исторический памятник.

## История
В 1823 году Пьер-Бернар Милью, генерал-губернатор Французской Гвианы и Николя Гийер, апостольский префект и настоятель церкви Святого Николая в Кайенне договорились о строительстве новой церкви на площади Леопольда Эдера. Строительство храма началось в 1825 году и было завершено в 1833 году. Церковь была освящена в 1861 году в честь Святого Спасителя.
В 1933 году апостольская префектура Гвианы была преобразована в апостольский викариат. Храм получил статус собора. 9 ноября 1934 года чин освящения собора провёл Пьер-Мари Жюрте, первый епископ апостольского викариата Гвианы.
В 1952—1954 годах храм увеличил площадь на востоке на 13 метров. Во время строительных работ, которые велись под руководством инженера Виктора Тюби, были реконструированы потолки, окна и полы. Тогда же был обнаружен клад. В свинцовой коробочке находилась 21 монета, одна времён правления императора Наполеона I и двадцать времён правления короля Карла X.
В 2000—2001 году была отремонтирована колокольня. Далее, согласно принятому плану реставрации собора, в 2004—2005 году были поновлены наружные стены, в 2007—2013 годах восстановлен интерьер.
12 сентября 1992 года главному зданию собора был присвоен статус исторического памятника, а 9 марта 1999 года этот же статус был присвоен колокольне и портику. 29 октября 2012 года за всем собором был утверждён статус исторического памятника Франции.

## Описание
Собор представляет собой базилику без апсиды с двумя нефами, построенную в имперском колониальном стиле. Арочный портик с девятью арками, большой в центре и четырьмя малыми по обеим сторонам, венчает оригинальная открытая терраса. Стены собора выкрашены в цвет охры с розовым оттенком. Крыша покрыта металлом, окрашенным в зелёный цвет. У входа стоят скульптуры святых. Над фасадом в неоклассическом стиле возвышается небольшая двухъярусная деревянная колокольня.
Главной достопримечательностью собора является высокий алтарь, амвон и исповедальня из вакапу, местной породы дерева; все три были переданы храму в 1876 году из тюремной капеллы на островке Иль-ля-Мер. В 2003 году в соборе был установлен орган. Это самый большой храм во Французской Гвиане.